# Holcotetrastichus manaliensis
Holcotetrastichus manaliensis är en stekelart som beskrevs av Graham 1991. Holcotetrastichus manaliensis ingår i släktet Holcotetrastichus och familjen finglanssteklar. Inga underarter finns listade i Catalogue of Life.